# Ascorhynchus levivani
Ascorhynchus levivani is een zeespin uit de familie Ascorhynchidae. De soort behoort tot het geslacht Ascorhynchus. Ascorhynchus levivani werd in 1994 voor het eerst wetenschappelijk beschreven door Turpaeva. 